# Euphorbia breviarticulata
Euphorbia breviarticulata es una especie fanerógama perteneciente a la familia Euphorbiaceae.

## Descripción
Es una planta perenne con tallo suculento cuadrangular y espinos dobles en sus bordes. De forma arbustiva alcanza un tamaño de 4,5 m de altura, ramificado desde la base, o de vez en cuando un árbol de hasta 6 m, las ramas son carnosas, erguidas y extendidas, la más baja ± postrada.

## Hábitat
Se encuentra en matorrales abiertos o densos de Acacia-Commiphora, a menudo formando matorrales, en suelos arenosos, limo y restos de dunas costeras, afloramientos rocosos, mezclados con especies de Lannea, Grewia y Sansevieria; a una altitud de 60-1200 m.
Tiene una estrecha relación con Euphorbia grandicornis; y puede confundirse con los jóvenes Euphorbia bussei.

## Distribución
Es endémica de Etiopía, Kenia, Somalía y Tanzania.

## Taxonomía
Euphorbia breviarticulata fue descrita por Ferdinand Albin Pax y publicado en Botanische Jahrbücher für Systematik, Pflanzengeschichte und Pflanzengeographie 34: 84. 1904.
Etimología
Euphorbia: nombre genérico que deriva del médico griego del rey Juba II de Mauritania (52 a 50 a. C. - 23), Euphorbus, en su honor – o en alusión a su gran vientre – ya que usaba médicamente Euphorbia resinifera. En 1753 Carlos Linneo asignó el nombre a todo el género.
breviarticulata: epíteto latino que significa "brevemente articulada".
Variedades
- Euphorbia breviarticulata var. breviarticulata
- Euphorbia breviarticulata var. trunciformis S.Carter 1987[5]